# Birchington
Birchington es una parroquia civil del distrito de Thanet, en el condado de Kent (Inglaterra). La parroquia incluye Birchington-on-Sea.

## Geografía
Según la Oficina Nacional de Estadística británica, Birchington tiene una superficie de 7,33 km².

## Demografía
Según el censo de 2001, Birchington tenía 9827 habitantes (45,11% varones, 54,89% mujeres) y una densidad de población de 1340,65 hab/km². El 13,62% eran menores de 16 años, el 66,55% tenían entre 16 y 74 y el 19,83% eran mayores de 74. La media de edad era de 50,48 años. Del total de habitantes con 16 o más años, el 18,13% estaban solteros, el 58% casados y el 23,87% divorciados o viudos.
El 95,52% de los habitantes eran originarios del Reino Unido. El resto de países europeos englobaban al 1,85% de la población, mientras que el 2,63% había nacido en cualquier otro lugar. Según su grupo étnico, el 98,32% eran blancos, el 0,71% mestizos, el 0,47% asiáticos, el 0,16% negros, el 0,18% chinos y el 0,11% de cualquier otro. El cristianismo era profesado por el 80,48%, el budismo por el 0,26%, el hinduismo por el 0,07%, el judaísmo por el 0,33%, el islam por el 0,58% y cualquier otra religión, salvo el sijismo, por el 0,24%. El 11,04% no eran religiosos y el 6,99% no marcaron ninguna opción en el censo.
3435 habitantes eran económicamente activos, 3273 de ellos (95,28%) empleados y 162 (4,72%) desempleados. Había 4744 hogares con residentes, 254 vacíos y 137 eran alojamientos vacacionales o segundas residencias.